# Front démocratique (Guinée-Bissau)
Pour les articles homonymes, voir Front démocratique.
Le Front démocratique était un parti politique en Guinée-Bissau créé en 1991.

## Histoire
Le parti a été créé en 1991 par Aristide Menezes. Après la mort de Menezes en 1994, Canjura Indjai est devenu chef du parti. Il a contesté les élections de 1994 dans le cadre de l'alliance de l'Union pour le changement. L'UM a remporté six sièges à l'Assemblée populaire nationale, dont un a été attribué au FD et pris par Indjai.
À la suite de la guerre civile en 1998 et 1999, le FD rejoint l'Alliance démocratique (Guinée-Bissau). L'Alliance a remporté trois sièges aux élections de 1999, Indjai conservant son siège à l'Assemblée. Le parti quitte l'Alliance en 2003 et rejoint la coalition United Platform (en) (PU). Les élections de 2004 ont vu le PU échouer à remporter un siège à l'Assemblée.
Le parti a soutenu le finaliste Malam Bacai Sanhá aux élections présidentielles de 2005 et n'a pas contesté les élections législatives de 2008. Il a de nouveau soutenu Sanhá lors des élections présidentielles de 2009, qu'il a remportées au second tour. Il a ensuite soutenu le coup d'État de 2012, qui a suivi les élections présidentielles après la mort de Sanhá.